# S-Bahn w Hanowerze
S-Bahn w Hanowerze – sieć kolei miejskiej obsługiwana przez Transdev Hannover w okolicach Hanoweru, stolicy Dolnej Saksonii, jednego z landów Niemiec. System rozpoczął działalność na krótko przed wystawą Expo 2000 i łączy Hanower z sąsiednimi miastami jak Nienburg, Lehrte lub Langenhagen i obsługiwane jest głównie przez pociągi ezt z klasy 424. Planowana jest rozbudowa systemu o miasto Hildesheim na rok 2008.

## Linki zewnętrzne

Sieć S-Bahn w Hanowerze